# ادموند تورملن
ادموند تورملن (انگلیسی: Edmund Thormählen; ۲۱ ژوئیهٔ ۱۸۶۵ – ۱۳ نوامبر ۱۹۴۶) قایقران، و قایقران قایق بادبانی اهل سوئد بود.